# Concours général agricole
Pour les articles homonymes, voir CGA.
Créé en 1870, le Concours général agricole (CGA) est un concours français encourageant et valorisant les filières agroalimentaires françaises. Le CGA est encadré par le ministère chargé de l'agriculture et le Centre national des expositions et concours agricoles (CENECA) et récompense les meilleures productions agricoles et transformations agroalimentaires du territoire national inscrites au concours.
Il se décline en plusieurs concours qui récompensent les produits agricoles, les vins, les animaux et les jeunes professionnels. Encadré par l'État français afin d'en garantir l'impartialité, le Concours général agricole attribue des distinctions sous forme de médailles (or, argent et bronze), de diplômes et de prix, dont le Prix d'excellence. Le symbole officiel présent sur chaque récompense est la feuille de chêne, qui figure également sur le logo et déposée à l'Institut national de la propriété industrielle.
Le Concours général agricole est organisé dans le cadre du Salon international de l'agriculture se déroulant tous les ans à Paris Expo Porte de Versailles.

## Histoire

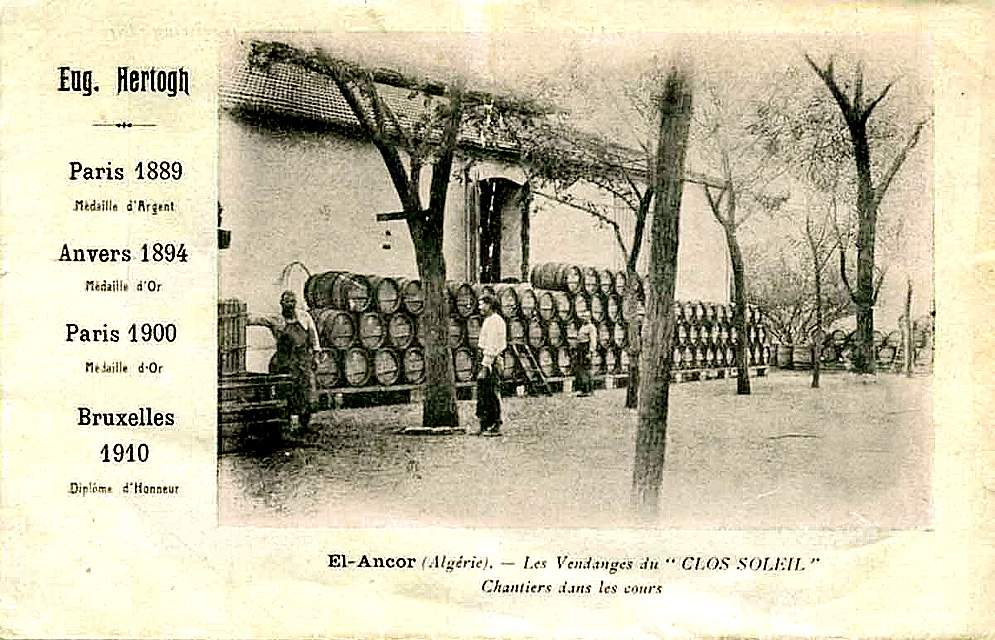
Vin d'Algérie, Clos du Soleil, médaillé aux Concours général agricole de 1889 et 1900

Un concours général et national de l'agriculture se déroule dès 1860.
La phase finale et nationale du concours est organisée pour la première fois au salon international de l'agriculture de Paris en 1964. La même année est créé un concours spécifique réservé aux animaux.
En 2000, la catégorie prix d'excellence est créée.
En 2011, l'institution ouvre une boutique en ligne de vente des produits primés.

## Organisation

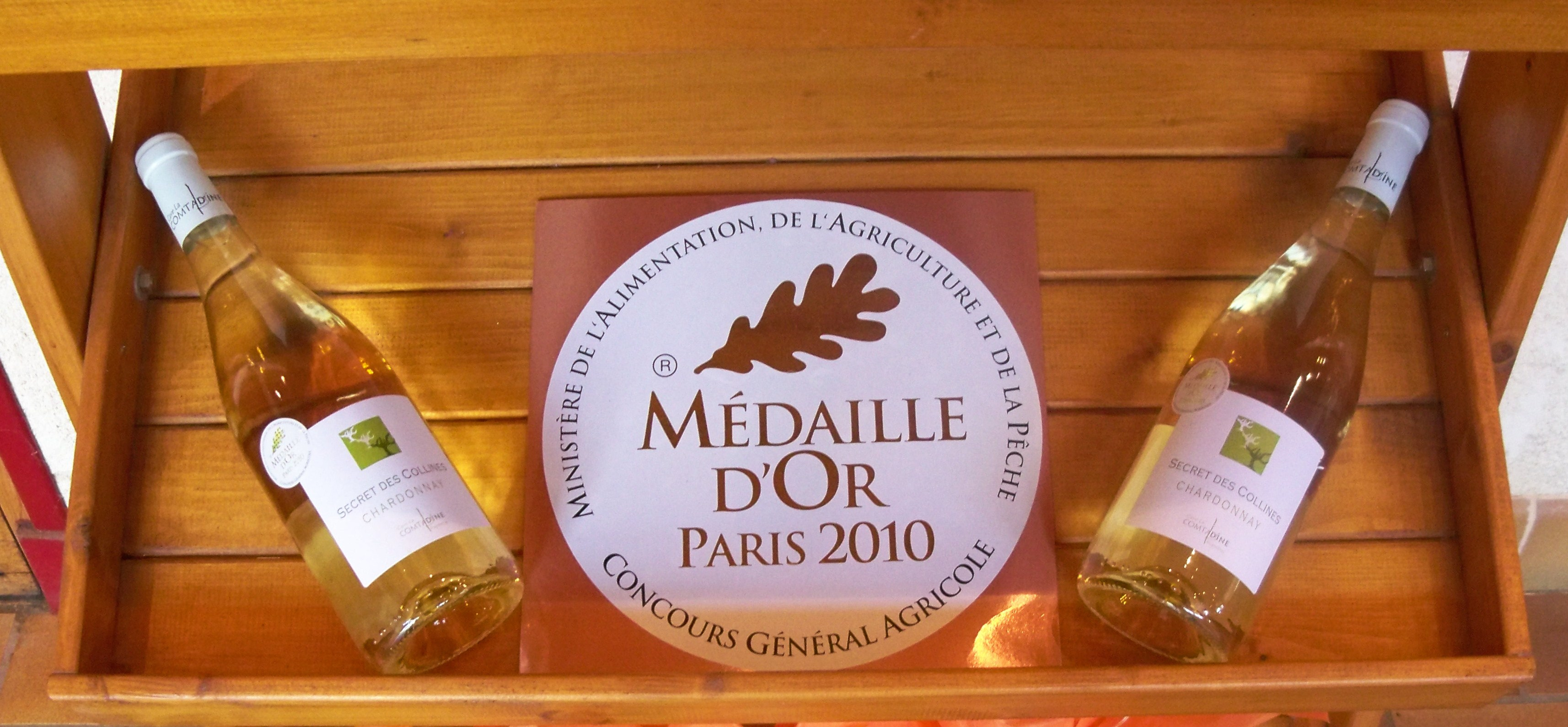
Vin médaillé d'or au concours général agricole 2010, Paris

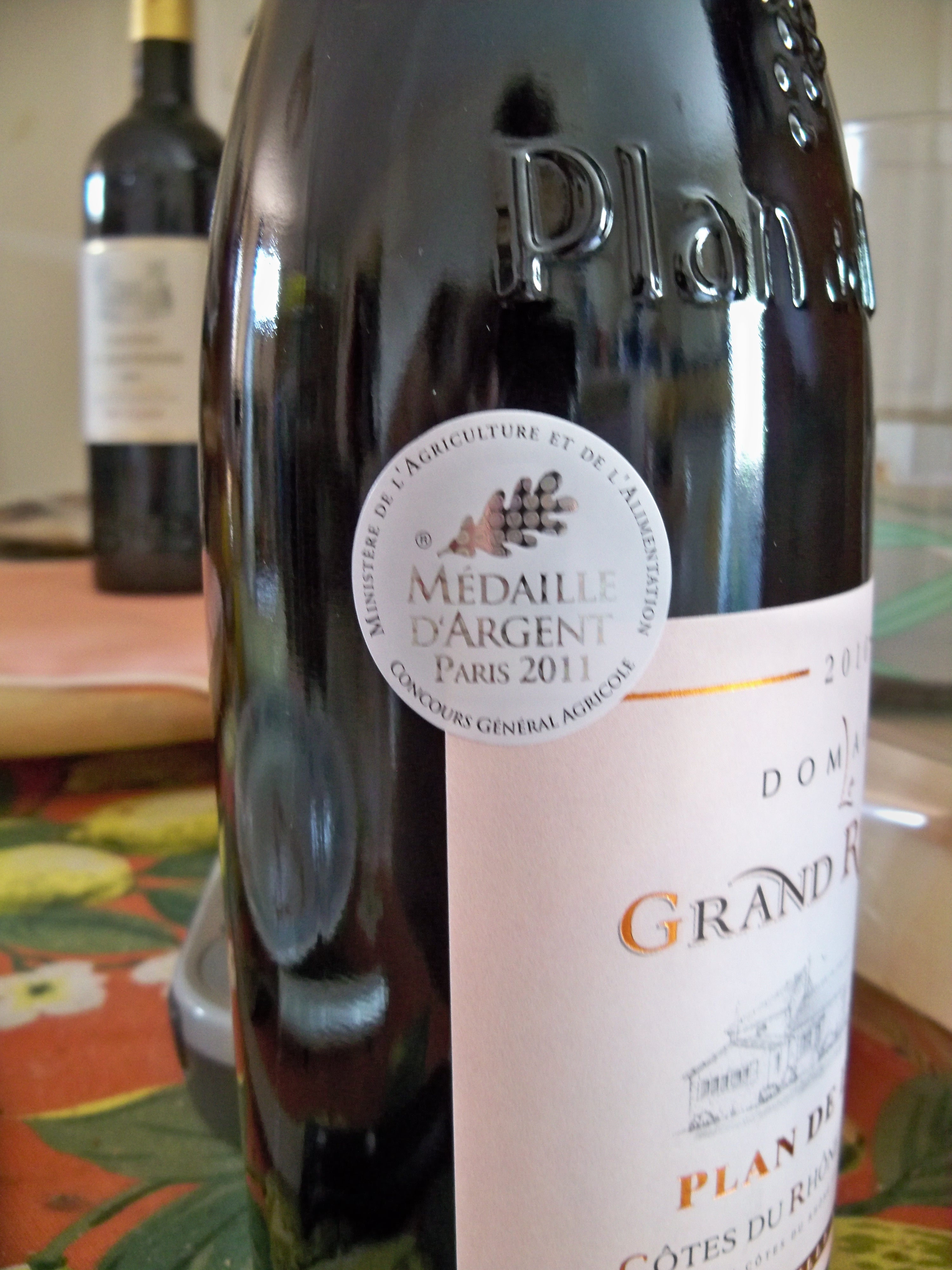
Côtes-du-rhône villages plan-de-dieu, 2011, médaille d'argent

Le concours est organisé par le commissaire général du concours en deux temps : une phase de présélection en région et une phase finale nationale au salon international de l'agriculture à Paris. En 2011, sa mise en œuvre est confiée à la société Comexposium.
L'événement est alors divisé en quatre concours distincts : animaux, produits, vins et jeunes professionnels.
- Le concours des animaux récompense six espèces : bovine, ovine, caprine, porcine, équine et canine[3].
- Le concours des produits est subdivisé en 21 catégories apéritifs, bières, charcuteries, cidres et poirés, découpes de volailles, eaux de vie, huiles de noix, huîtres, jus de fruits, miels et hydromels, piment d'Espelette, pommeau, produits issus de palmipèdes gras, produits laitiers exports, produits laitiers nationaux, produits oléicoles, rhums et punchs, truites fumées, vanille, vins de liqueur et volailles abattues[6].
- Le concours des vins honore des vins des plus grandes régions viticoles françaises : Alsace, Bordeaux, Bourgogne, Champagne, Corse, Jura, Languedoc-Roussillon, Lorraine,  Provence, Savoie, Sud-Ouest, Vallée de la Loire et Vallée du Rhône[7].
- Le concours des jeunes professionnels est subdivisé en trois concours : le concours du jugement des animaux par les jeunes, le trophée national des lycées agricoles et le concours européen des jeunes professionnels du vin[8].

Le « prix d'excellence »  distingue les producteurs et transformateurs agroalimentaires pour leurs résultats sur les trois précédents concours, en tenant compte du ratio prix obtenus par rapport aux produits présentés.

### Le concours 2021
Le règlement du concours, le 130ème,  qui se déroulera en avril-mai 2021, approuvé par arrêté, fixe quatre groupes de concours : 
Les concours et présentations d'animaux reproducteurs « élites » : équidés de trait, bovins, ovins, caprins, porcins, chiens et chats de race. 
Les concours de produits et de vins
Les concours destinés aux jeunes : il s'agit de concours de jugement destinés à valoriser les filières de formations des futurs professionnels de l'élevage et des métiers du vin.  Ils se répartissent en concours européen des jeunes professionnels du vin ; concours européen de jugement d'animaux par les jeunes ; trophée International de l'Enseignement Agricole ; challenge Equi-Trait Jeunes  ; challenge Caprin Inter-Lycées ; trophée Canin Inter-Lycées, le mardi 2 mars 2021 et le concours Jeunes Jurés des Pratiques Agro-écologiques. 
Les concours des pratiques agro-écologiques (créé en 2014), composé de deux concours : agroforesterie  et prairies et parcours.